# استاوروس لامبرینیدیس
استاوروس لامبرینیدیس (یونانی: Σταύρος Λαμπρινίδης؛ زادهٔ ۶ فوریهٔ ۱۹۶۲) یک سیاست‌مدار اهل یونان است.